# Сортирање бинарног стабла
Сортирање бинарног стабла је алгоритам за сортирање који гради бинарно стабло претраге од елемената које је потребно сортирати, а затим пролази кроз стабло тако да на крају елементи буду сортирани. Највише се употребљава за сортирање елемената приликом учитавања из неке датотеке. Неколико других алгоритама сортирања би морало да учита елементе у неку привремену структуру, док код сортирања бинарног стабла учитавање у структуру података већ сортира елементе.

## Ефикасност
Додавање елемената у бинарно стабло претраге је просечно O(log n), што значи да се додавање n елемената извршава у O(n log n), из тога следи да је ово алгоритам брзог сортирања. Али додавање елемената у небалансирајуће бинарно стабло је O(n) у најгорем случају: када стабло представља повезану листу елемената. У овом случају, најгори случај би дао време сортирања O(n²). Овај најгори случај се јавља кад алгоритам ради на већ сортираном стаблу или на скоро сортираном стаблу. Време сортирања од O(log n) се може постићи кад измешамо низ, али ово не помаже ако су сви елементи једнаки.
Најгори случај се може поправити користећи самобалансирајуће бинарно стабло претраге. Користећи овакву врсту стабла, алгоритам има брзину O(n log n) у најгорем случају. Када користимо самобалансирајуће стабло као бинарно стабло претраге, резултирајући алгоритам има додатно својство, а то је адаптивно сортирање, што значи да ради брже од O(n log n) за елементе који су скоро сортирани.

## Начини сортирања
1. inorder - исписује се лево поддрво, корен, десно поддрво
2. preorder - исписује корен, лево поддрво, десно поддрво
3. postorder - исписује се лево поддрво, десно поддрво, корен
4. inversorder - исписује се десно поддрво, корен, лево поддрво

## Пример
Следећи псеудокод алгоритма за сортирање уз помоћ бинарног стабла прима низ упоредивих објеката (елемената) и исписује их у растућем поретку: 
```
STRUCTURE
 
BinaryTree

    
BinaryTree:
LeftSubTree

    
Object:
Node

    
BinaryTree:
RightSubTree

END
 
STRUCTURE

PROCEDURE
 
Insert
(
BinaryTree:
searchTree
,
 
Object:
item
)

    
IF
 
searchTree
 
IS
 
NULL
 
THEN

        
SET
 
searchTree
.
Node
 
TO
 
item

    
ELSE

        
IF
 
item
 
IS
 
LESS
 
THAN
 
searchTree
.
Node
 
THEN

            
Insert
(
searchTree
.
LeftSubTree
,
 
item
)

        
ELSE

            
Insert
(
searchTree
.
RightSubTree
,
 
item
)

        
END
 
IF

    
END
 
IF

END
 
PROCEDURE

PROCEDURE
 
InOrder
(
BinaryTree:
searchTree
)

    
IF
 
searchTree
 
IS
 
NULL
 
THEN

        
EXIT
 
PROCEDURE

    
ELSE

        
InOrder
(
searchTree
.
LeftSubTree
)

        
PRINT
 
searchTree
.
Node

        
InOrder
(
searchTree
.
RightSubTree
)

    
END
 
IF

END
 
PROCEDURE

PROCEDURE
 
TreeSort
(
Array:
items
)

    
BinaryTree:
searchTree

    

    
FOR
 
EACH
 
individualItem
 
IN
 
items

        
Insert
(
searchTree
,
 
individualItem
)

    
END
 
FOR

    

    
InOrder
(
searchTree
)

END
 
PROCEDURE

```

У једноставној форми функционалног програмирања алгоритам (у Haskеl програмском језику) би изгледао нешто слично следећем коду:
```
data
 
Tree
 
a
 
=
 
Leaf
 
|
 
Node
 
(
Tree
 
a
)
 
a
 
(
Tree
 
a
)

insert
 
::
 
Ord
 
a
 
=>
 
a
 
->
 
Tree
 
a
 
->
 
Tree
 
a

insert
 
x
 
Leaf
 
=
 
Node
 
Leaf
 
x
 
Leaf

insert
 
x
 
(
Node
 
t
 
y
 
s
)
 
|
 
x
 
<=
 
y
 
=
 
Node
 
(
insert
 
x
 
t
)
 
y
 
s

insert
 
x
 
(
Node
 
t
 
y
 
s
)
 
|
 
x
 
>
 
y
 
=
 
Node
 
t
 
y
 
(
insert
 
x
 
s
)

flatten
 
::
 
Tree
 
a
 
->
 
[
a
]

flatten
 
Leaf
 
=
 
[]

flatten
 
(
Node
 
t
 
x
 
s
)
 
=
 
flatten
 
t
 
++
 
[
x
]
 
++
 
flatten
 
s

treesort
 
::
 
Ord
 
a
 
=>
 
[
a
]
 
->
 
[
a
]

treesort
 
=
 
flatten
 
.
 
foldеr
 
insert
 
Leaf

```

Треба напоменути да, у примеру изнад, алгоритам уметања и уклањања елемената имају временску сложеност O(n2) у најгорем случају.